# Jak and Daxter: The Lost Frontier
 (décembre 2009).
 (juin 2010).
Si vous disposez d'ouvrages ou d'articles de référence ou si vous connaissez des sites web de qualité traitant du thème abordé ici, merci de compléter l'article en donnant les références utiles à sa vérifiabilité et en les liant à la section « Notes et références ».
Jak and Daxter: The Lost Frontier est un jeu vidéo développé par High Impact Games sorti fin 2009 sur PlayStation 2 et PlayStation Portable. Il s'inscrit dans la lignée de la série Jak and Daxter mais celui-ci n'est plus développé que partiellement par Naughty Dog car cette tâche a été confiée à High Impact Games. La première bande-annonce a été dévoilée le 3 juin 2009 durant l'E3 2009.

## Annonce
En 2006, de mystérieuses rumeurs ont commencé à se répandre sur Internet, concernant un dépôt de brevet par Sony. Ce dernier était nommé Jak and Daxter: The Lost Frontier, et parlait d'un « real-time online networked game » (« jeu en ligne en temps réel »). Cependant, Sony n'a fait aucune annonce officielle. Le projet est resté sans nouvelles pendant un long moment.
Mais de nombreux indices soutenaient l'hypothèse d'un nouveau jeu, et notamment une interview durant laquelle Evan Wells, coprésident de Naughty Dog, a avoué qu'il aimerait beaucoup travailler à nouveau sur la franchise Jak and Daxter, et notamment dans un épisode PlayStation 3 où ils auraient l'occasion de tester leur nouveau moteur graphique crée pour le jeu Uncharted: Drake's Fortune.
Quelques mois ont passé, toujours sans annonce officielle. En 2008, deux vidéos furent diffusées sur Internet, des prototypes de cinématiques mettant en scène les deux compères dans des situations encore jamais vues auparavant : Jak avec une nouvelle coupe de cheveux combattant des ennemis inconnus et discutant avec un étrange personnage. Une rumeur dirait qu'elles auraient été postées sur YouTube par un ancien employé de Naughty Dog. Cependant le développeur a refusé de faire des commentaires[réf. nécessaire].
En mars 2009, Sony fait une demande d'extension de durée de son brevet. Le 1er avril 2009, Sony annonce Jak and Daxter: The Lost Frontier, en précisant qu'il ne s'agit pas d'un poisson d'avril. Ce jeu est développé non pas par Naughty Dog, créateurs de la saga, mais par High Impact Games, connu pour ses spin-offs sur PlayStation Portable de la saga Ratchet and Clank. Cependant, Naughty Dog suit de près le développement du jeu, en donnant par exemple leurs idées ou leurs avis, comme ils l'avaient fait pour Daxter. Les développeurs annoncent aussi que le jeu ne serait pas conçu pour la PlayStation 3, mais sur PlayStation 2 et PlayStation Portable. Enfin, The Lost Frontier fut donc un jeu d'aventure dans la lignée des Jak, et non pas un jeu en ligne comme le laissait penser le brevet.

## Synopsis
Le jeu se déroule peu de temps après les évènements de Jak X. Alors que Kiera, amie de longue date de Jak, mène une quête pour devenir une Sage, les deux compères doivent découvrir ce qui se cache derrière la soudaine pénurie d'Éco qui menace le monde. Pour cela, ils vont devoir voyager jusqu'à la mystérieuse Lost Frontier (« Frontière perdue »), un endroit au bout du monde que les Précurseurs n'ont pas créé entièrement et où le vide est donc omniprésent. Il y a également une énorme quantité d'Éco noire instable à cet endroit, si bien que Jak ne pourra pas se transformer en Dark Jak.
Comme dans chaque nouvel épisode de la série originale, ce nouveau jeu conserve les bases du gameplay (les mouvements de Jak, entre autres) tout en y ajoutant des éléments inédits. Cependant, le jeu étant développé par un studio autre que Naughty Dog, le gameplay sera probablement encore plus différent que dans la trilogie originelle.

## Système de jeu

### Commandes
Sur la PlayStation Portable, les gâchettes servent à contrôler la caméra, la croix directionnelles à sélectionner une arme, et les touches croix, carré, cercle et triangle permettront de sauter, donner des coups de poing, effectuer une attaque rotative et utiliser son arme. Il est toujours possible d'effectuer les autres mouvements célèbres de Jak, tels l'uppercut, le double coup de poing ou l'attaque en piqué.   

### Éléments de jeu
Tout d'abord, il faut savoir que ce volet de la série Jak and Daxter laisse une part bien plus importante qu'auparavant à la customisation.   
Ensuite, parmi les éléments de gameplay, on peut notamment citer le fait que l'Éco noire est si abondante dans les contrées qu'il va explorer, que la transformation en Dark Jak deviendra très douloureuse pour notre héros, voire mortelle. En contrepartie, cela lui permettra d'utiliser des super-pouvoirs tout en restant dans son état normal. En ce qui concerne ces nouvelles aptitudes, on devrait entre autres voir l'apparition du Saut fusée, de l'Amplificateur et du Pouvoir de construction. On signale également le retour de l'Éco (les Écos de couleur, plus précisément) qui devraient permettre, une fois acquis, d'améliorer les différents pouvoirs cités ci-dessus.   
Autre changement : la disparition du Morph Gun au profit d'une toute nouvelle arme, le Gunstaff, qui se présente à première vue comme une arme de mêlée mais peut être améliorée via des mises à niveau afin de devenir une puissante arme à feu.   
The Lost Frontier devrait également contenir de nombreuses phases de combats aériens. Les vaisseaux, au nombre de six, sont tous personnalisables selon les préférences du joueur. Les batailles dans le ciel vous opposant, entre autres, à des pirates, promettent d'être épiques.

## Environnement
Les lieux dévoilés par les images ne ressemblent à rien de ce qui a pu être vu jusqu'à présent dans la série. Il est encore impossible de dire si on retrouvera des endroits des précédents volets, comme Abriville ou Spargus. Rien n'est moins sûr, étant donné que The Lost Frontier semble vouloir effectuer une coupure avec ses prédécesseurs. Néanmoins, il a été annoncé qu'une partie du jeu (voire sa totalité) serait composée d'îles flottant au-dessus du vide, d'où la présence de pirates. The Lost Frontier fera voyager le joueur dans des environnements variés, d'une jungle à un volcan.

## Doublage
Ce volet marque un changement au niveau des doublages français, à l'instar du récent Ratchet and Clank: A Crack in Time. Taric Mehani fait la voix de Daxter en remplacement de Xavier Fagnon, et c'est Mark Lesser (connu pour la voix de Broly) qui fait dorénavant la voix de Jak, remplaçant Damien Boisseau.
Cependant, les comédiens originaux reprirent leur personnage dans PlayStation Move Heroes et PlayStation All-Stars Battle Royale.
- Mark Lesser : Jak
- Taric Mehani : Daxter
- Sophie Arthuys : Keira et la Dame Pirate
- Guy Chapelier : Tym
- Eric Legrand : Phoenix et le Chancelier Ruskin
- Bernard Bollet : Le Duc Skyheed
- Sylvain Lemarié : Barter
- Frédéric Popovic : Dick Gromuscles

## Accueil
Le jeu a été globalement bien reçu auprès des critiques anglaises et américaines avec Metacritic qui donne une note de 72 % pour la version PlayStation 2 et 71 % pour la version PSP, GameSpot et IGN donnant au jeu une note de 7,5/10 et Game Ranking qui donne une note de 72,84 % pour la version PSP et 69,50 % pour la version PlayStation 2.
Cependant, le jeu a été moins bien accueilli par la presse francophone avec 10/20 par Jeuxvideo.com, 4/10 par Gamekult pour la version PlayStation 2 et 11/20 par Joypad. Il a quand même reçu de bonnes critiques par quelques Français : 15/20 par Jeux vidéo magazine ou encore 8/10 par Eurogamers.
Le magazine japonais Famitsu lui a quant à lui donné la note de 31/40.